# Eleni Karaindrou
Eleni Karaindrou (grec: Ελένη Καραΐνδρου, nascuda el 25 novembre de 1941) és una compositora grega. És coneguda principalment haver compost les bandes sonores de les pel·lícules del director grec Theo Angelopoulos.
De l’any 1969 al 1974 va estudiar etnomusicologia a París i, en tornar a Grècia, va fundar el Laboratori d'instruments tradicionals al Centre Cultural ORA. Des de llavors, ha estat una activa activista en nom dels recursos musicals de Grècia. Karaindrou té una llarga història d'escriptura per al cinema i el teatre; fins ara, uns 18 llargmetratges, 13 obres de teatre i 10 sèries de televisió han presentat la seva música. Tot i que la major part del seu treball ha estat amb directors grecs, també ha col·laborat amb Chris Marker, Jules Dassin i Margarethe von Trotta.

## Biografia
Eleni Karaindrou va néixer al poble de muntanya de Teichio al centre de Grècia. Va créixer a Atenes, on va estudiar piano i teoria a l'Hellenikon Odion. Eleni es va mudar amb la seva família a Atenes quan tenia vuit anys, on hi va estudiar piano i teoria al Conservatori hel·lènic. També va assistir a classes d'història i d'arqueologia a la universitat. Durant la Dictadura dels coronels, durant el 1967–1974 va viure a París, on hi va estudiar etnomusicologia i orquestració, i allà va improvisar amb diversos músics de jazz. Va ser llavors quan va començar a compondre cançons populars.
En 1974 va retornar a Atenes on es va establir en un laboratori d'instruments tradicionals i va retransmetre una sèrie sobre etnomusicologia, a la Ràdio 3 de l'empresa nacional grega. L'any 1976 va començar col·laborar amb ECM Rècords. Aquest va ser un període de productivitat molt alt per a ella, durant el qual va treballar en molta música per a teatre i cinema. Karaindrou ha constat que el seu estil propi va sorgir treballant en bandes sonores i que la relació entre les imatges i el moviment va crear un nou espai per a ella per expressar les seves emocions.
El seu primer àlbum de banda sonora va ser enregistrat l'any 1979 per la pel·lícula Periplanissi, dirigida per Christoforos Christofis. Anys després, el 1982, va guanyar un premi a la Tessalònica Festival de cinema Internacional on va conèixer a Theo Angelopoulos, que formava part del jurat com a president. Karaindrou ha col·laborat amb aquest director grec en les seves últimes vuit pel·lícules, des del 1984 al 2008.
Karaindrou és una compositora molt prolífica. L'any 2008 ja havia compost música per a 18 pel·lícules, 35 produccions teatrals i 11 sèries de televisió i pel·lícules televisives. Entre els directors de cinema amb els quals ha treballat es troben Chris Marcador, Jules Dassin, i Margarethe von Trotta. L'any 1992 li van atorgar el premi Premio Fellini. Recentment, les seves composicions "Elegy for Rosa" i "Refugee's Theme" van ser presentats prominentment en la pel·lícula blockbuster del 2015 Max Boig: Carretera de Fúria.
El 9 de novembre de 2012, les seves composicions eren part del concert "Música i cançons per a les pel·lícules de Theo Angelopoulos”, co-organitzat per el 53è festival de cinema Internacional Thessaloniki i la Thessaloniki State Symphony Orchestra en un tribut acollit pel Festival al cineasta grec.
L'any 2021 li van concedir el premi Lifetime dels premis del festival mundial de bandes sonores de Ghent.

## Discografia
- Tous des Oiseaux - ECM 2019
- David - ECM 2016
- pothoi kato apo tis leukes; gliko pouli tis niotis - mikri arktos 2016-2017
- Música per a la Petita Pantalla - Gravacions originals [1976-1989] - Mikri Arktos 2014
- Medea - ECM 2014
- Concert a Atenes (en directe) - ECM 2013
- Dust of Time - ECM 2009
- The 10 (televisió grega: "το 10") - Mikri Arktos/ECM 2008
- Elegy of the Uprooting(en directe) - ECM 2005; També soltat com DVD
- The Weeping Meadow- ECM 2004
- Trojan Women (àlbum) - ECM 2001
- Eternity and a Day- ECM 1998
- Rosa, Wandering - Lyra 1996
- Ulysses' Gaze - ECM 1995
- The Suspended Step of the Stork- ECM 1992
- Música per a Pel·lícules - ECM 1991
- The Suspended Step of the Stork - Minos 1991
- Engistraments no publicats - Minos 1991
- L'Africana - Minos 1990
- Herodes Atticus Odèon (en directe) - Minos 1988
- Landscape in the Mist - Milà 1988
- The Beekeeper - Minos 1986
- Happy Homecoming, Comrade - ECM 1986
- Voyage to Cythera - Minos 1984
- The Price of Love- Minos 1983
- Música i cançons per al teatre,mikri arktos, 1983 -1993
- The Price of Love - Minos 1975